# Puppetmon
Puppetmon (japanski: Pinochimon, ピノッキモン) je fiktivni lik iz Digimon franšize koji se kao jedan od protivnika Izabrane djece pojavljuje u Digimon Adventureu, prvoj sezoni animea. Njegovo japansko ime inspirirano je svjetski poznatim lutkom Pinocchiom, a englesko rječju "puppet", koja znači lutka. Izrađen je od tijela prokletog Cherrymona, a pretpostavlja se kako je izgrađen i od njegovih podataka koje je iskoristio računalni haker. Iako izgleda kao marioneta, ima slobodu kretanja te upravo on ima sposobnost kontroliranja drugih kao da su marionete. Poprilično je omražen, a smatra se da, kada računalo prezentira lažne podatke, svoje prste u tome ima upravo Puppetmon.

## Pojavljivanja

### Anime

#### Digimon Adventure
Puppetmon je bio najmanji od svih Gospodara tame, ali je najduže izdržao u borbi s djecom. Dok su se djeca borila s Myotismonom u Tokiju, Puppetmon je preuzeo kontrolu nad šumama Digitalnog svijeta. Prilikom prvog susreta, djecu je zarobio u neku vrstu snoviđenja gdje im se predstavio i, koristeći svoju sposobnost kontrole, natjerao Digimone da se bore jedan protiv drugoga. Nakon poraza MetalSeadramona, odlučio je preuzeti stvari u svoje ruke, no napravio je jednu veliku grešku - djecu nije shvatio ozbiljno. 
Njegov se karakter može opisati kao kombinacija karaktera šestogodišnjeg djeteta i naslinog, homicidnog psihopata. On se obožava igrati sa svojim neprijateljima, uživajući u njihovoj nemoći i zbunjenosti, no jednako tako uživa i u ubijanju. No, unatoč tome, poprilično je naivan i lako ga je prevariti, ali i lako gubi kontrolu i upada u nekontrolirani bijes kada stvari ne idu kako je planirao. Iznimno je tašt i ne dopušta kritike na svoj račun, smatrajući da je savršen, ali je jednako tako i usamljen, bez ijednog pravog prijatelja, što, unatoč enormnoj snazi koju posjeduje, uvelike utječe na njega i njegovu psihu. Puppetmona se često bira kao najdražeg Gospodara tame zbog vremena pojavljivanja, radnje koja se vrtila oko njega i niza komičnih situacija koje su se dogodile tijekom borbe s njim. Ujedno je i jedan od rijetih negativaca u seriji koji je imao svoju pjesmu, naslovljenju "Haguruma-jikake no Mori".
Kada su djeca došla u njegovu domenu, Puppetmon je prvo odlučio malo se poigrati s njima. Izradio je lutke koje izgjedaju kao oni te je, pomoću daljinskog upravljača i karte u igraonici svoje kuće, plašio djecu kontrolirajući ih pomoću tih lutaka. Na koncu se odlučio još više poigrati te je oteo T.K.-ja pred Mattovim očima i odveo ga u svoju kuću. Tamo ga je prisilio na igru policajca i lopova gdje je T.K. bio lopov kojega je policajac Puppetmon lovio i pokušao upucati, jedino što je revolver kojega je Puppetmon imao bio pravi. Njih su se dvoje tako lovili po kući dok se T.K. nije sakrio iza ormara jedne sobe. No, tu su ga vidjeli Mushroomon i Blossomon. Iako ih je T.K. zamolio da ne odaju gdje je, oni su to napravili kada je Puppetmon došao. Na sreću, T.K. je uspio pobjeći, a Puppetmon je bijesan, misleći da su mu namjerno lagali, hladnokrvno ustrijelio Mushroomona i Blossomona. Uskoro ga je Puppetmon locirao, no ostao je bez municije. T.K. mu je tada rekao kako je dosadan i kako sigurno nema nijednoga prijatelja. Kako je bio iznimno tašt, Puppetmon je nasjeo na T.K.-jevu provokaciju i počeo se opravdavati, no nije mogao prezentirati nijednog prijatelja. Kako je T.K. bio uporan, Puppetmon je odjurio i obećao da će mu donijeti prijatelja. U međuvremenu, T.K. je pronašao njegovu igraonicu, ukrao lutke, uništio daljinski upravljač, pokidao kartu i razbio televizor i na koncu pobjegao. Puppetmon je u međuvremeno od igračaka slagao svog "prijatelja" kojega je donio T.K.-ju kao dokaz. Kada ga nije uspio naći, otišao je do igraonice i shvatio kako je bio prevaren.
Želeći se osvetiti djeci, Puppetmon je poslao trio Garbagemona na njih dok je on sa zadovoljstvom gledao. U međuvremenu je Cherrymon, njegov najbliži savjetnik, izmanipulirao Matta, uvjerivši ga kako je njegov pravi neprijatelj Tai. Cilj je bio započeti borbu između WarGreymona i MetalGarurumona, čime bi dva Mega level Digimona bila oslabljena, i tako olakšati posao Puppetmonu. Borba je započela, a Puppetmon je s djetinjim iščekivanjem krenuo u nadgledanje. No, Cherrymon ga je na odlasku upozorio, rekavši mu neka bude oprezan jer djeca posjeduju nešto posebno. Koristeći svoju djetinju logiku, Puppetmon je nasrnuo na njega, uvrijeđen, što ovaj tvrdi da njemu nešto nedostaje. Kada se Cherrymon nije odlučio ispričati, ovaj ga je hladnokrvno uništio i krenuo na mjesto sukoba. Cherrymonova poruka urezala se u Puppetmona, a borbu koju je toliko iščekivao prekinula je pojava misterioznog bića.
Nakon rastanka Izabrane djece, Taijeva grupa odluči napasti Puppetmona u samom centru - u njegovom domu. Kako je ovaj bio odsutan, Floramon i Deramon puštaju djecu u kuću. Nakon borbe s MetalEtemonom, Puppetmon se vraćao kući, ali su djeca, iskoristivši arsenal kojeg je ovaj posjedovao, započeli paljbu na njega. Uskoro je Puppetmon pozvao vojsku RedVegiemona na djecu, no nije mu previše pomoglo. Tijekom borbe je izgubio i svoj malj te je, u trenutku kada su se Digimoni djece počeli okupljati oko njega, pokazao iskreni strah. Kao posljednju kariku, iskoristio je svoju moć i oživio svoj dom, stvorivši tako divovskog "Housemona". Dok su se djeca mučila s "Housemonom", Puppetmon se dao u bijeg. Na putu je sreo jednog od RedVegiemona koji ga je molio da pođe s njom, no ovaj ga je ubio govoreći mu kako mu stoji na putu. Tada su se pojavili Matt i MetalGarurumon. Puppetmon je naivno, djetinjasto, pokušao natjerati MetalGarurumona da ponovo krene u borbu s WarGreymonom, a kada mu nije uspjelo, pokušao ga je svojim koncima iskontrolirati, no ovaj se nije niti pomaknuo. Matt mu je tada objasnio kako ga nitko ne sluša jer nema nijednog prijatelja. Puppetmonu se ponovo probudila taština te je bijesno krenuo u napad na MetalGarurumona. Prije nego mu se ovaj uspio približiti, MetalGarurumon ga je zaledio svojim napadom, tako ga ubivši. Zaleđen i na samrti (što se vidjelo po sve sporijim zupčanicima na njegovim prsima), zapitao se prije samoga kraja, što to njemu nedostaje, obraćajući se mrtvom Cherrymonu. Čuvši njegov glas, shvatio je da je to, o čemu je Cherrymon pričao, prijateljstvo, pravo i iskreno, te da nikada nije ni imao šansu za pobjedom. Matt se povukao i nastavio svojim putem, a šume je, zajedno s Puppetmonom, počela nestajati.

#### Digimon Xros Wars
Kao i Machinedramon, i Puppetmon je jedan od izvornih Gospodara tame koji se pojavio u ovoj sezoni, iako u sasvim drugačijem svojstvu. Puppetmon je jedan od stanovnika Zone Pjeska koju opsjeda zli GranLocomon. GranLocomon ponudi Puppetmonu da ukrade Taikijev Xros Loader, a on bi, zauzvrat, napustio Zonu i prestao stvarati poteškoće. Iako je prevara očita, Puppetmon pristane. No, kada sazna da je GranLocomon prekršio svoju riječ, pridruži se timu Xros Heart kako bi vratio Xros Loader. Kasnije, kada tim Twilight, napadne grupu, Puppetmon predvodi bijeg. Kasnije, Puppetmon daje Taikiju MetalGarurumonovu DigiMemoriju, koju je pronašao u Zoni, kako bi se ovaj lakše borio protiv masivne vojske Tankmona koju predvodi Lilithmon.

### Igre

#### Digimon World 2
Kao igrivi Digimon, može se dobiti Digivoluiranjem Cherrymona, ali se može pronaći i u divljini, a koristi ga i skupina Blood Knights. Njegova specijalnist je "Puppet Pummel", napad koji oduzima 32MP-a, te je ujedno najsnažniji napad svih prirodno beziranih Digimona po pitanju štete koju nanosi. 

#### Digimon World 3
U ovoj se igri može susresti u Amaterasuovom Administrativnom centru gdje ga kao svog Digimona koriste samo 3 protivnika. Također, Puppetmona ima i šef Xuan Wu, a može se posjedovati i kao karta sa statistikama 36/30.

#### Digimon Digital Card Battle
Nakon pobjede nad A-om, Puppetmon je jedan od Digimona, uz MetalSeadramona, Machinedramona i Piedmona, koji se može susresti u regiji Infinity Tower. Njegova karta spada u skupinu jako rijetkih karata s HP-om od 1540, napadom na krugu od 790, na trokudu od 580 i na križiću od 390. Može se dobiti spajanjem karata WaruMonzaemona i Monzaemona.

#### Digimon World DS
Puppetmon se može dobiti Digivoluiranjem Mamemona na levelu 42+ i strojnom EXP-u 12000+. Također se spominje kako se radi o prokletom Woodmonu, iako se Woodmon uopće ne pojavljuje u igri. Može se još susresti u regiji Junk Factory. 

#### Digimon World Dawn/Dusk
Puppetmon se može dobiti Digivoluiranjem Tekkamona, ako se igrač sprijateljio s Machinedramonom. Također, može izvesti DNA Digivoluciju s MetalSeadramonom kako bi stvorio Apocalymona.

## Sposobnosti
- Lutkin malj (Bullet Hammer) - napuni svoj revolverski čekić metcima i njime udari o zemlju. Napad uzrokuje trenutačni nestanak onoga koji je napadnut, ne samo zbog snage udara, nego i izbor eksplozije baruta.
- Leteći rezač (Flying Cross Cutter) - uzima drveni križ s leđa i baca ga kao bumerang.
- Laž (Uso)

## Zanimljivosti
- Iako je poražen na poprilično jednostavan način, Puppetmon je, ako bi se gledao broj epizoda, izdržao najviše od svih Gospodara tame. Djeca su se borila s njim u čak 5 epizoda, iako je dobar dio njih zauzimala paralelna radnja zbog koje se borba s Puppetmonom odužila.

## Vanjske poveznice
Puppetmon na Digimon Wiki